# Okupacja niemiecka ziem polskich (1939–1945)

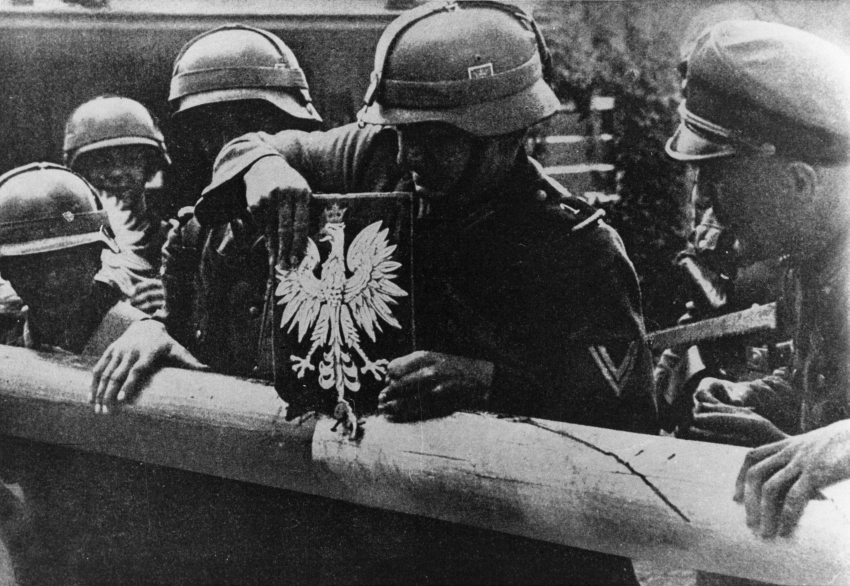
Wrzesień 1939: Żołnierze i policjanci niemieccy 1. Pułk Policji Państwowej z WMG niszczą polski szlaban graniczny i godło Polski w Gdyni-Kolibkach

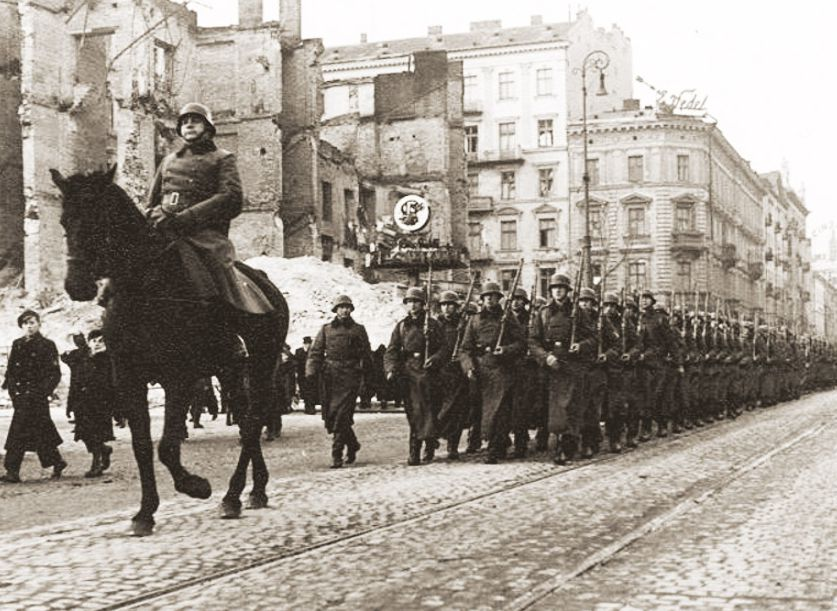
Wkraczające do Warszawy oddziały Wehrmachtu na ulicy Marszałkowskiej, 1 października 1939

Okupacja niemiecka ziem polskich 1939–1945 – system policyjno-wojskowej administracji niemieckiej, wprowadzony w środkowej i zachodniej części terytorium państwowego Rzeczypospolitej Polskiej (RP), okupowanego przez Wehrmacht po agresji zbrojnej przeciwko Polsce podjętej przez III Rzeszę 1 września 1939 oraz po podziale okupowanego przez Wehrmacht i Armię Czerwoną terytorium RP w konsekwencji niemiecko-sowieckiego traktatu o granicach i przyjaźni z 28 września 1939 po agresji ZSRR na Polskę i okupacji wschodnich terytoriów II Rzeczypospolitej przez ZSRR.
Polska w czasie II wojny światowej poniosła największe straty biologiczne i materialne w stosunku do liczby mieszkańców pośród państw koalicji antyhitlerowskiej. Życie straciło 6 mln 28 tys. obywateli polskich. Jednak tylko 11% (644 tys.) zginęło wskutek działań wojennych. 5 mln 380 tys. to ofiary akcji eksterminacyjnych okupanta. Z nich 22% zginęło w więzieniach, obozach koncentracyjnych i innych miejscach zagłady. Kalectwu fizycznemu uległo w czasie okupacji 530 tys. ludzi, a kalectwu psychicznemu 60 tys. Poziom zachorowań na gruźlicę był ponadprzeciętny, zachorowało bowiem 1 mln 140 tys. ludzi. Liczba urodzin zmniejszyła się o 1 mln 215 tys. osób. Niemieccy okupanci wysiedlili 2 mln 478 tys. osób, na roboty przymusowe do Rzeszy lub do innych państw okupowanych wywieźli 3 mln osób.
Polska poniosła ogromne straty materialne. Zniszczenia wojenne miały katastrofalny wpływ na dochód narodowy, którego wartość spadła w 1945 roku do 38,2% wartości dochodu przedwojennego. Równie wielkie były straty Polski w zakresie kultury, oświaty i nauki. Hitlerowcy zniszczyli lub zrabowali 43% dorobku kulturalnego Polski. Niemal doszczętnie zniszczono instytuty badawcze, towarzystwa naukowe i fundacje.

## Początki niemieckiej okupacji w Polsce

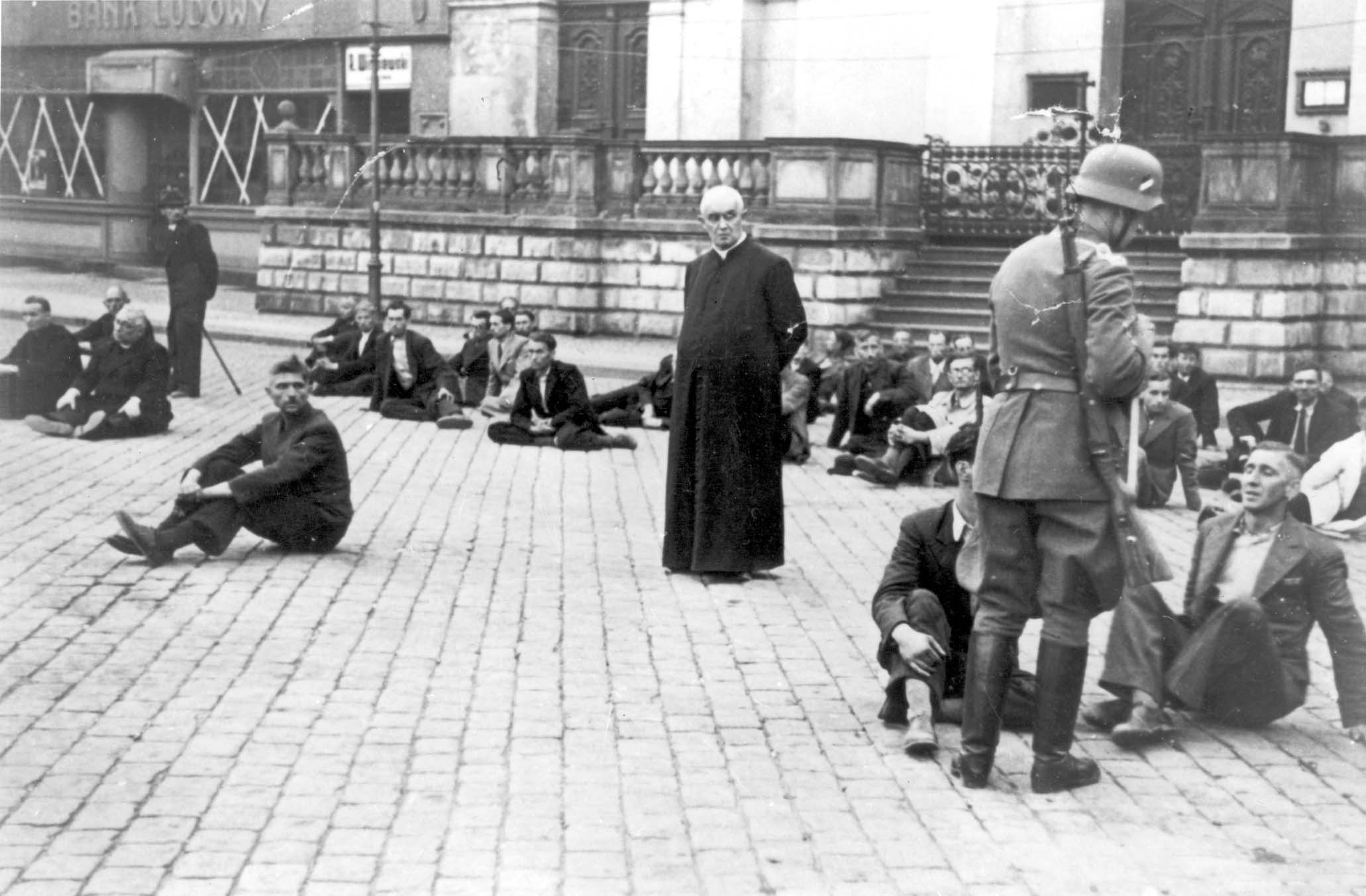
Zakładnik ks. Kazimierz Stepczyński wśród zakładników przed egzekucją w trakcie niemieckich represji, Bydgoszcz – wrzesień 1939

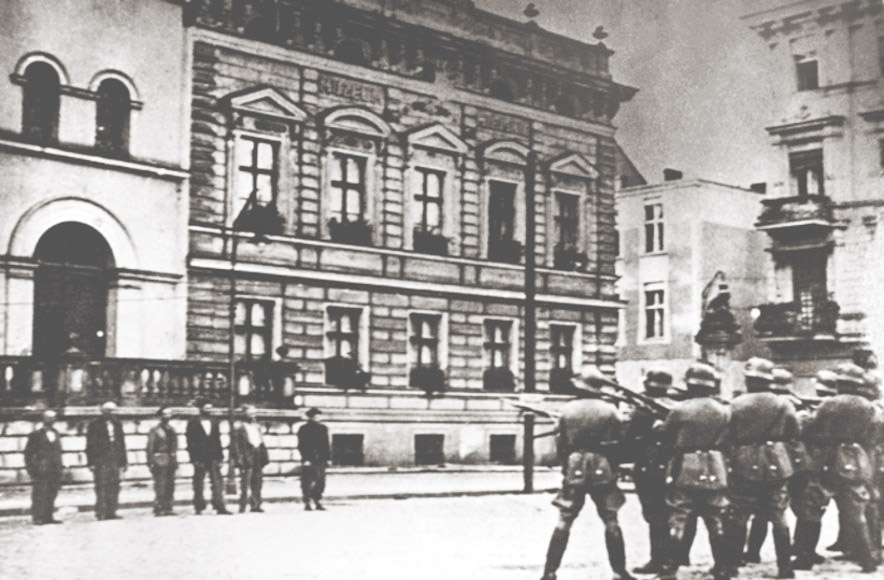
Rozstrzelanie Polaków w trakcie represji po rozpoczęciu niemieckiej okupacji na Starym Rynku w Bydgoszczy, 9 września 1939

### Tymczasowa administracja na okupowanych obszarach
W wyniku przegranej przez Polskę wojny obronnej Niemcy zajęły terytorium o powierzchni 188 000 km kw. (48,2% obszaru II RP) oraz ok. 22 mln ludności (ok. 63% ludności II RP). 1 września, zaraz po rozpoczęciu wojny, na mocy ustawy Reichstagu do Rzeszy włączono Wolne Miasto Gdańsk.
Tymczasowo (formalnie od 3 do 25 października) władzę w okupowanej przez Niemców Polsce sprawowało Naczelne Dowództwo na Wschodzie (Ober-Ost) na czele którego stali: gen. płk Walther von Brauchitsch; gen. płk Gerd von Rundstedt; od 20 X gen. Johannes Blaskowitz, zaś szefem cywilnej administracji od 13 października 1939 był Hans Frank.
15 października 1939 roku Hans Frank powołany na stanowisko szefa administracji cywilnej zajętych obszarów polskich otrzymał od Hitlera wytyczne, w myśl których ziemie polskie należało traktować jako obszar wojenny i zdobyczny oraz bez miłosierdzia je wyeksploatować, czyniąc z nich rumowisko pod względem gospodarczym, społecznym, kulturalnym i politycznym.

### Koncepcje polskiego „państwa szczątkowego”
Początkowo władze niemieckie rozważały różne plany dotyczące przyszłości polskich ziem okupowanych przez Niemcy. Istniał projekt włączenia do Niemiec zachodniej części Polski, zwłaszcza tych terenów, które przed 1914 rokiem wchodziły w skład Cesarstwa Niemieckiego. Na pozostałym obszarze przewidywano utworzenie marionetkowego polskiego „państwa szczątkowego” (niem. Reststaat) – całkowicie uzależnionego politycznie, gospodarczo i militarnie od III Rzeszy. 29 września 1939 Adolf Hitler wyraził chęć podziału okupowanych przez Niemcy polskich obszarów na trzy części:
1. obszar między Wisłą a Bugiem (Lubelszczyzna) – przeznaczony dla Żydów przesiedlanych z innych obszarów polskich, a także z Rzeszy Niemieckiej,
2. nad dotychczasową granicą polsko-niemiecką pas germanizacji i kolonizacji,
3. pomiędzy nimi polska „państwowość”.
Sugestie powołania nowego państwa polskiego na niemieckich warunkach Hitler zawarł też w swoim przemówieniu z 6 października 1939, zaś w rozmowie z włoskim ministrem spraw zagranicznych Galeazzo Ciano 1 października 1939 stwierdził, że między polskimi ziemiami wcielonymi do Rzeszy a Lubelszczyzną (która miała stanowić obszar dla Żydów) może powstać autonomiczny „Reststaat” o cechach zbliżonych do Protektoratu Czech i Moraw – lecz warunkiem jest zawarcie pokoju z Niemcami przez Wielką Brytanię i Francję.
W listopadzie 1939 – już po powstaniu Generalnego Gubernatorstwa i wcieleniu zachodnich ziem polskich do Rzeszy – baron William de Ropp, przedstawiciel brytyjskich kół skłonnych do kompromisu z Niemcami, uzyskał od przedstawiciela niemieckiego MSZ informację o planach powołania takiego tworu państwowego pomiędzy nową wschodnią granicą Rzeszy a wschodnią granicą GG.
Ostatecznie jednak, wobec niemożliwości zakwestionowania legalności władz polskich na emigracji, braku zgody rządów Wielkiej Brytanii i Francji na niemieckie warunki, zdecydowanego sprzeciwu ZSRR wobec koncepcji pozostawienia choćby szczątkowego polskiego państwa oraz braku w Polsce polityków i środowisk chcących kolaborować z Niemcami (z wyjątkiem Władysława Studnickiego, którego oferty współpracy Niemcy odrzucili), Niemcy z tych planów zrezygnowali.

## Podział obszarów okupowanych
8 października 1939, dekretem kanclerza Rzeszy, Adolfa Hitlera, do Niemiec zostały włączone: Pomorze, województwo poznańskie, część województwa łódzkiego z Łodzią, Górny Śląsk, Zagłębie Dąbrowskie, zachodnie powiaty województwa krakowskiego, północna część województwa warszawskiego oraz Suwalszczyzna. Anektowano około 93 tys. km² zamieszkanych przez około 10 mln osób, w tym ok. 600 tys. Niemców.
12 października 1939 na mocy dekretu kanclerza Rzeszy o administracji okupowanych ziem polskich niewcielonych do Rzeszy, utworzono Generalne Gubernatorstwo z Hansem Frankiem jako generalnym gubernatorem. W skład GG weszły: część województwa warszawskiego z Warszawą, część województwa łódzkiego, województwo kieleckie, lubelskie, reszta województwa krakowskiego oraz część województwa lwowskiego. Obszar GG liczył 96 tys. km² z 12 mln ludności.
Na mocy umowy niemiecko-słowackiej z 21 listopada 1939 do Słowacji wcielono 52 gminy o powierzchni 700 km².
Na mocy układu o przyjaźni i granicy zawartego między Niemcami i ZSRR dnia 28 września 1939 pod okupacją sowiecką znalazło się 200 tys. km² wschodnich terenów Rzeczypospolitej Polskiej wraz z 13 mln ludności.
22 czerwca 1941, po rozpoczęciu wojny sowiecko-niemieckiej, do Rzeszy włączono Okręg Białystok obejmujący ok. 31 tys. km² z 1,6 mln ludności. Do GG włączono tereny województwa lwowskiego, stanisławowskiego i tarnopolskiego – tworzące odtąd Dystrykt Galicja. Tym samym obszar GG powiększył się do 145 tys. km² zamieszkanych przez blisko 17 mln osób. W 1941, po zajęciu całego terytorium przedwojennej II Rzeczypospolitej, pozostałe jej tereny włączono do Komisariatu Rzeszy Ukraina i Komisariatu Rzeszy Wschód.

## Ziemie polskie anektowane przez III Rzeszę
Polityka niemiecka na ziemiach włączonych do Rzeszy ukierunkowana była na ich zupełną germanizację. Cel ten zamierzano uzyskać poprzez zniemczenie części ludności, którą uznano za odpowiednią pod względem rasowym, oraz zmuszaniem części obywateli polskich do podpisywania niemieckiej listy narodowościowej, tzw. Volkslisty. Pozostałą ludność polską zamierzano wytępić lub wysiedlić do Generalnego Gubernatorstwa. W latach 1939–1940 wysiedlono do GG ok. 750 000 Polaków z terenów Śląska, Wielkopolski i Pomorza. Celom eksterminacyjnym służyły obozy. W końcu sierpnia 1939 utworzono obóz policyjny w Stutthofie (przeznaczony początkowo dla mieszkańców Gdańska i Pomorza narodowości polskiej). Pod koniec 1939 dla Polaków utworzono także obozy w Skalmierzycach, Potulicach, Poznaniu, Łodzi, Działdowie, Toruniu i Inowrocławiu. W miejsce Polaków zmuszonych do opuszczenia tych terenów osiedlano kolonistów niemieckich oraz Niemców Bałtyckich ewakuowanych z państw bałtyckich  w latach 1939-1940. Stosowano także konfiskatę majątku oraz wywózki do pracy przymusowej w głąb Rzeszy.
20 listopada 1939 zagarnięte ziemie polskie zostały włączone w niemiecki system walutowy. Z wyjątkiem Gdańska i ziemi cieszyńskiej utrzymano granicę policyjną między Rzeszą a ziemiami wcielonymi. W celu realizacji niemieckiej polityki narodowościowej wprowadzono specjalną organizację administracji i sądownictwa. Polskie organy sądownicze administracyjne i samorządowe zostały zlikwidowane.

### Administracja i policja

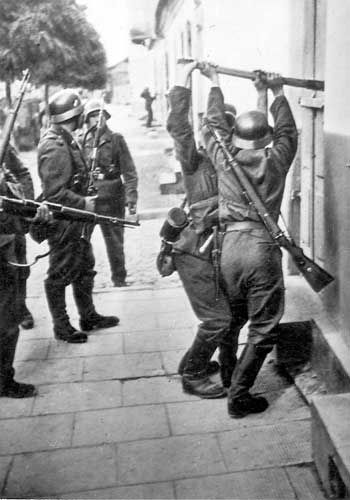
Żołnierze niemieccy włamujący się do domu w jednym z miast zachodniej Polski we wrześniu 1939

Większa część terenów wcielonych do Rzeszy została podzielona pod względem administracyjnym na okręgi:
- Gdańsk-Prusy Zachodnie
- Kraj Warty

Pozostałą część wcielonego terytorium włączono do Prus: do prowincji Prusy Wschodnie (północne Mazowsze, na terenie którego utworzono rejencję ciechanowską; Suwałki, Działdowo, po 1941 Białostockie) oraz Śląsk (województwo śląskie oraz zachodnia Małopolska, z których utworzono rejencję katowicką).
Okręgi dzieliły się na rejencje, które z kolei podzielone były na powiaty miejskie i wiejskie.
Centralnym urzędem Rzeszy dla ziem wcielonych był minister spraw wewnętrznych. Na czele administracji okręgu Rzeszy stał mianowany przez kanclerza Rzeszy namiestnik, który jednocześnie był kierownikiem NSDAP. Namiestnicy byli równolegle komisarzami obrony Rzeszy i pełnomocnikami Komisarza Rzeszy dla Umocnienia Niemczyzny. Namiestnikiem okręgu Gdańsk – Prusy Zachodnie został Albert Forster, a Kraju Warty Arthur Greiser.
Na szczeblu rejencji administracją kierował prezes rejencji, który sprawował również kierownictwo NSDAP na swoim terenie. Administracją powiatu wiejskiego kierował starosta, a powiatu miejskiego burmistrz. Byli oni również kierownikami partii.
Władza policyjna w okręgach i prowincjach ziem wcielonych spoczywała w rękach dowódców SS i policji. Funkcje policji były znacznie rozszerzone w porównaniu do terenów „starej” Rzeszy. Było to wynikiem celów niemieckiej polityki dążącej do ujarzmienia i wyniszczenia Polaków. SS i policja realizowały niemieckie założenia wyniszczania Żydów oraz sprawowały doraźne sądownictwo wobec wrogów III Rzeszy. Obok policji w 1939 istniała składająca się z zamieszkałych w Polsce Niemców tzw. samoobrona niemiecka (Selbstschutz).

### Sądownictwo niemieckie
Na terenach wcielonych działały sądy powszechne, sądy specjalne i sądy tajne sprawowane przez SS i policję.
Na mocy dekretu ministra sprawiedliwości z 26 listopada 1940 powołano Wyższy Sąd Krajowy, który był najwyższą instancją sądową. Instancją niższą był Sąd Krajowy, a najniższą Sąd Powiatowy. W pierwszych dniach okupacji wojskowej powołano sądy specjalne. Utworzono wojenne sądy polowe i wojskowe sądy doraźne. Sądy polowe rozpatrywały sprawy o szpiegostwo i działania partyzanckie. Taki sąd skazał na karę śmierci obrońców Poczty Polskiej w Gdańsku. Wojskowe sądy doraźne rozpatrywały sprawy wystąpień przeciwko armii niemieckiej i o posiadanie broni. Po zakończeniu działań zbrojnych ich funkcje przejęły, powołane jeszcze w trakcie wojny, cywilne sądy specjalne.

## Generalne Gubernatorstwo

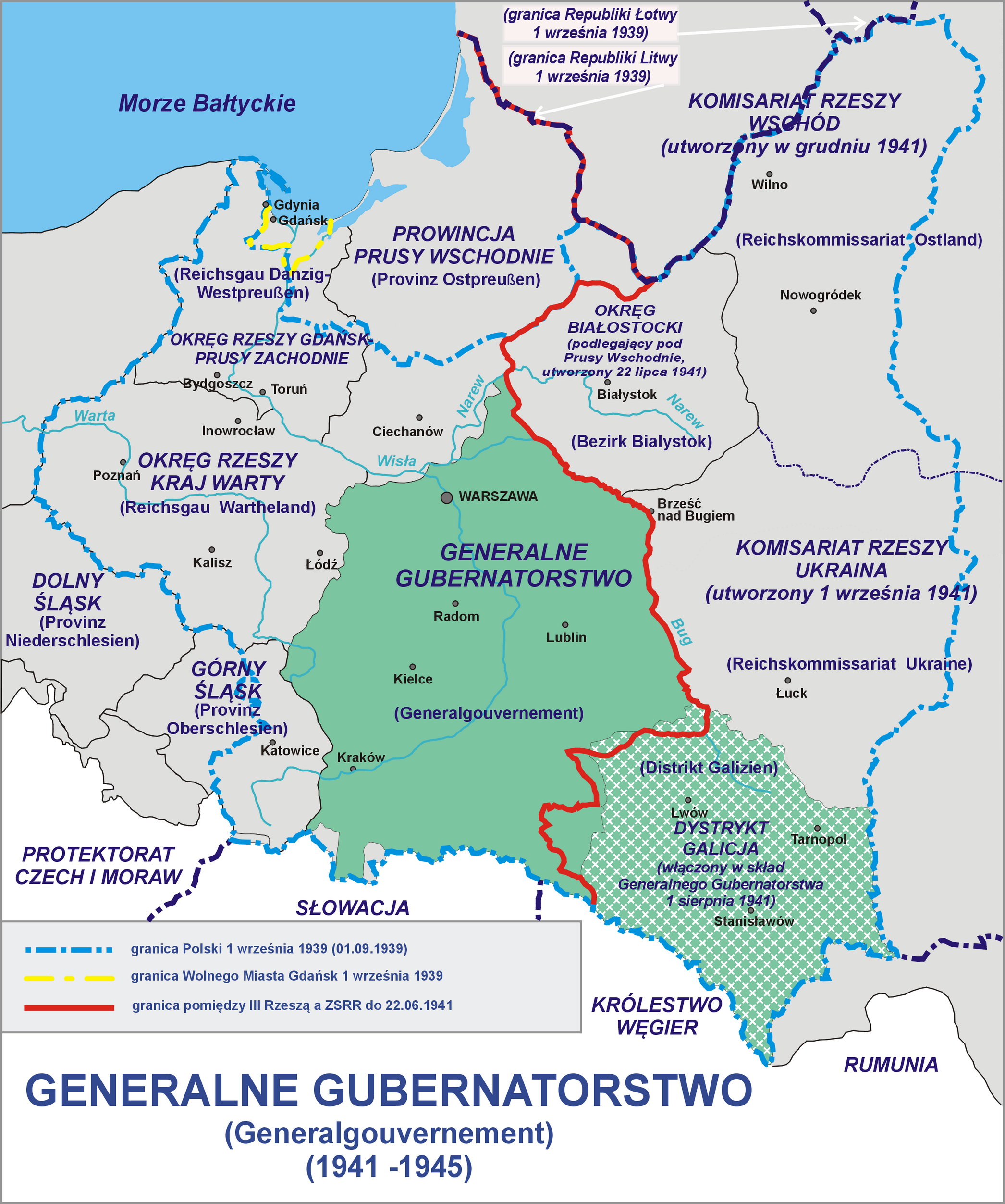
Generalne Gubernatorstwo

Wbrew prawu międzynarodowemu zajęte tereny Polski były traktowane jako trwała zdobycz wojenna. W szczególności okupowany teren Generalnego Gubernatorstwa był traktowany praktycznie jak kolonia, dostarczająca niskokwalifikowanej i niewolniczej polskiej siły roboczej na potrzeby gospodarki wojennej III Rzeszy. W tym celu wprowadzono nakaz pracy przymusowej dla Polaków w wieku 18–60 lat, później obniżając granicę wieku do 14 lat. Polscy robotnicy przymusowi z GG (oraz ziem polskich zaanektowanych przez III Rzeszę) pracowali w ciężkich warunkach pobytowych w Rzeszy, zarówno w niemieckim rolnictwie, przemyśle i transporcie, jak również obozach pracy, obozach koncentracyjnych oraz oddziałach Organizacji Todt.
Eksploatacja gospodarcza w GG realizowana była głównie dzięki rabunkowej gospodarce, zwłaszcza w przemyśle, gdzie systematycznie przeprowadzano grabież substancji przemysłowej i surowców naturalnych. Rolnictwo objęto systemem kontyngentów płodów rolnych, którego nieprzestrzeganie powodowało kary więzienia lub śmierci dla rolników. Brak żywności na rynku spowodował wprowadzenie systemu racjonowania żywności i trwałe niedożywienie całych grup ludnościowych.
Własność państwa polskiego i jego instytucji, mienia obywateli Polskich oraz liczne dzieła sztuki, konfiskowano lub obejmowano zarządem komisarycznym za pomocą specjalnie utworzonych organizacji powierniczych III Rzeszy.

### Administracja i policja

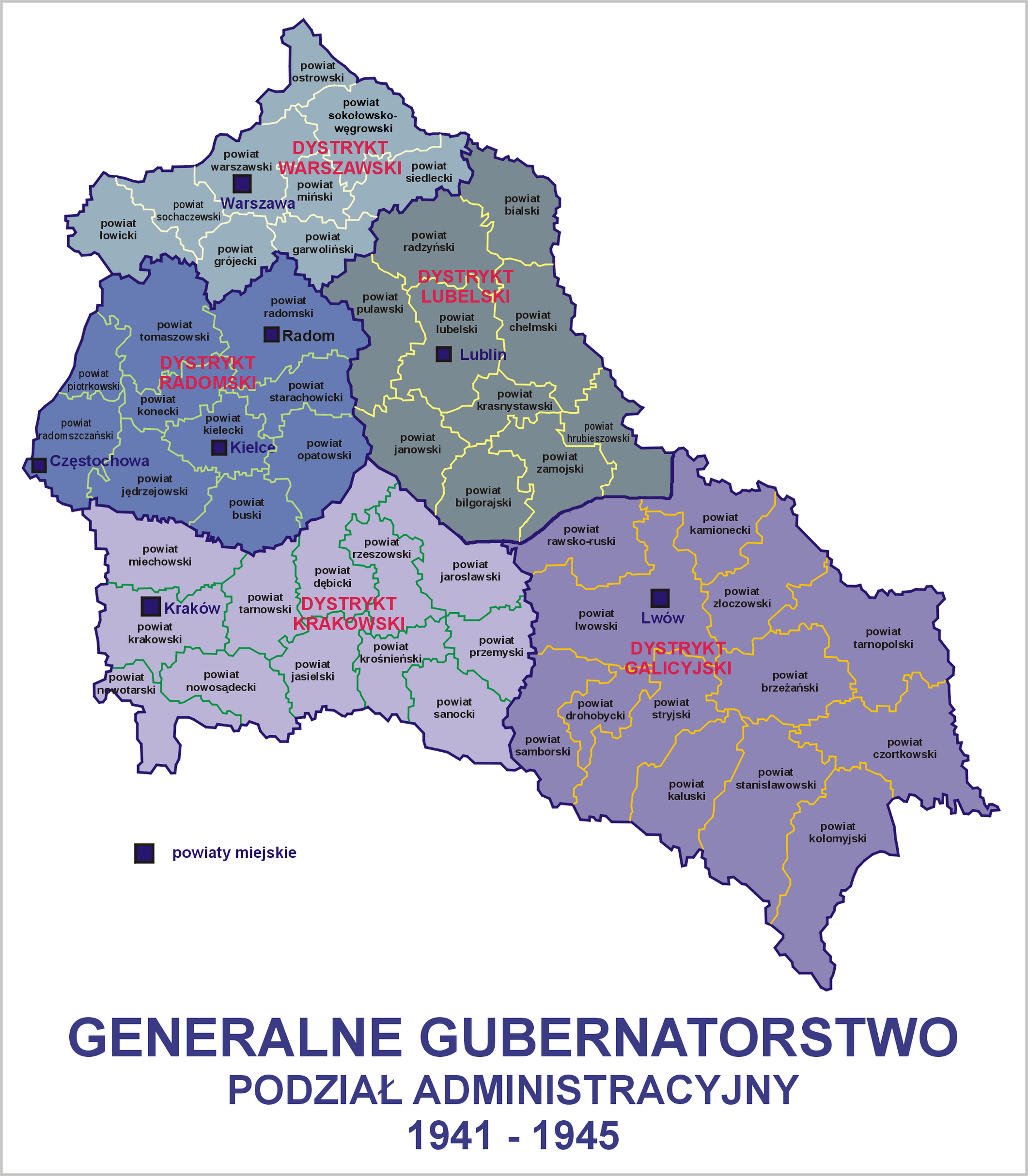

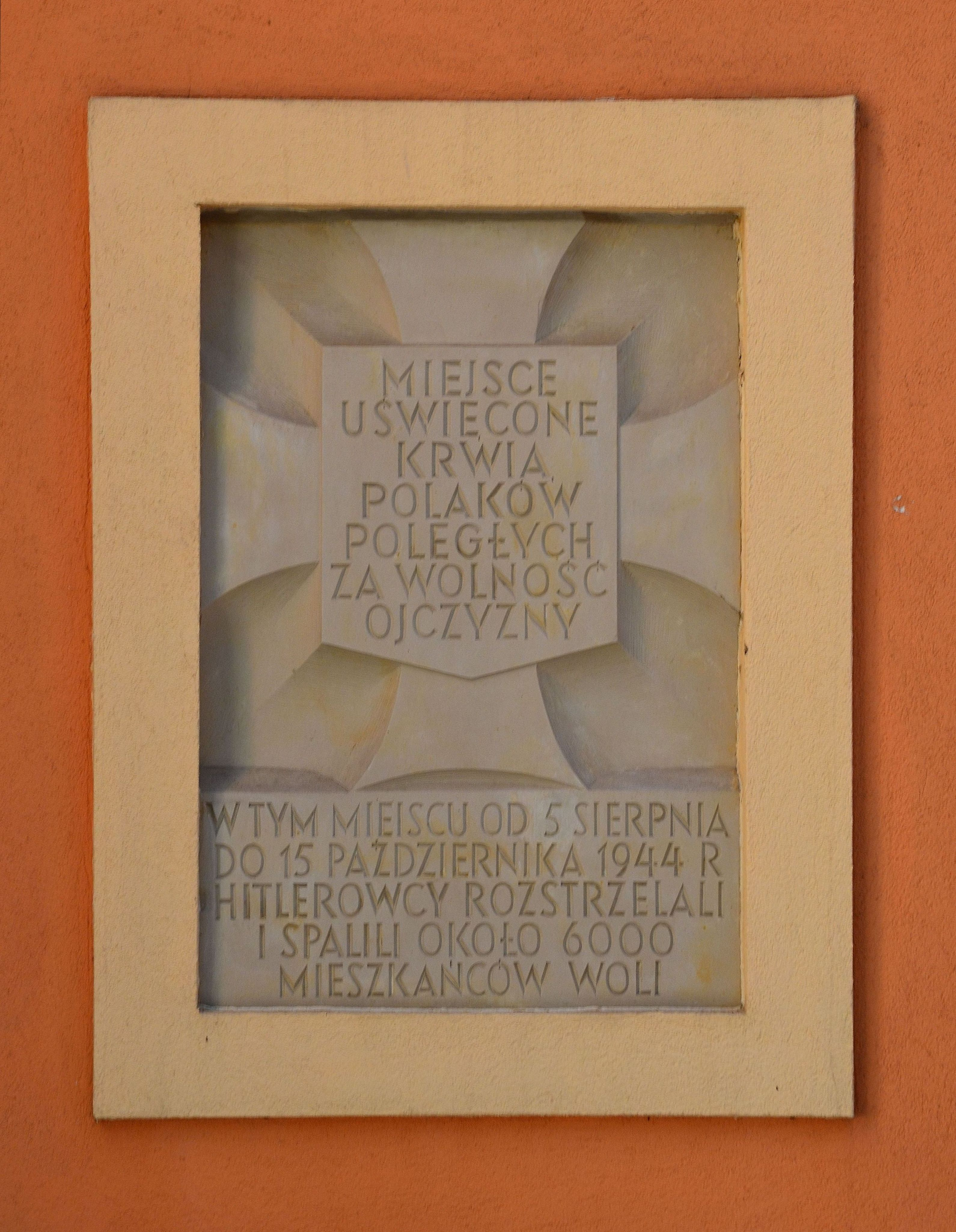
Tablica upamiętniająca zbrodnię na polskich cywilach przez okupantów niemieckich na terenie dawnej fabryki Franaszka przy ul. Wolskiej 45 w trakcie rzezi warszawskiej Woli.

Generalne Gubernatorstwo zostało podzielone na cztery jednostki administracyjne tzw. dystrykty (niem. Distrikt): krakowski, lubelski, radomski, warszawski, oraz od 22 czerwca 1941 (po agresji Niemiec na ZSRR), piąty dystrykt galicyjski. Pozostawiono jedynie polskie gminy i sołectwa. Władze GG dopuściły też działalność polskiej straży pożarnej, PCK i Rady Głównej Opiekuńczej.
Struktura władzy Generalnego Gubernatorstwa miała cechy parapaństwa, zależnego całkowicie od Rzeszy Niemieckiej. Na czele GG stał generalny gubernator Hans Frank (niem. Generalgouverneur), urzędujący w Krakowie. Dotychczasowa stolica Polski Warszawa pełniła tylko funkcję siedziby władz dystryktu warszawskiego. Generalny Gubernator sprawował władzę wydając rozporządzenia i przy pomocy Urzędu Generalnego Gubernatora (niem. Amt des Generalgouverneurs), który 9 grudnia 1940 został przekształcony w rząd Generalnego Gubernatorstwa (niem. Regierung des Generalgouvernements). Na jego czele stał Josef Bühler.
Oprócz niemieckich sądów specjalnych, zajmujących się m.in. wydawaniem wyroków śmierci za czyny zabronione rozporządzeniami Hansa Franka (np. dowolnie interpretowane „czyny antyniemieckie”), pozostawiono sądy rozpatrujące sprawy karne i cywilne Polaków.
W Generalnym Gubernatorstwie realizacji celów okupanta służył rozbudowany aparat policyjno-wojskowy, policja bezpieczeństwa  Sipo (niem. Sicherheitspolizei) obejmowała formacje – Gestapo (niem. Geheime Staatspolizei), Kripo (niem. Kriminalpolizei) oraz SD (niem. Sicherheitsdienst). Policję porządkową stanowiła Orpo (niem. Ordnungspolizei). Funkcjonowała także policja graniczna (niem. Grenzpolizei) oraz inne oddziały pomocniczych formacji policyjnych (kolejowe, fabryczne, leśne, pocztowe itd.). Pozostawiono policję polską, tworząc Polską Policję Generalnego Gubernatorstwa (tzw. granatowa policja). Granatowa policja posiadała niewielkie uprawnienia w stosunku do Niemców, pełniąc głównie funkcję porządkowe i bezpieczeństwa.

## Terror okupanta

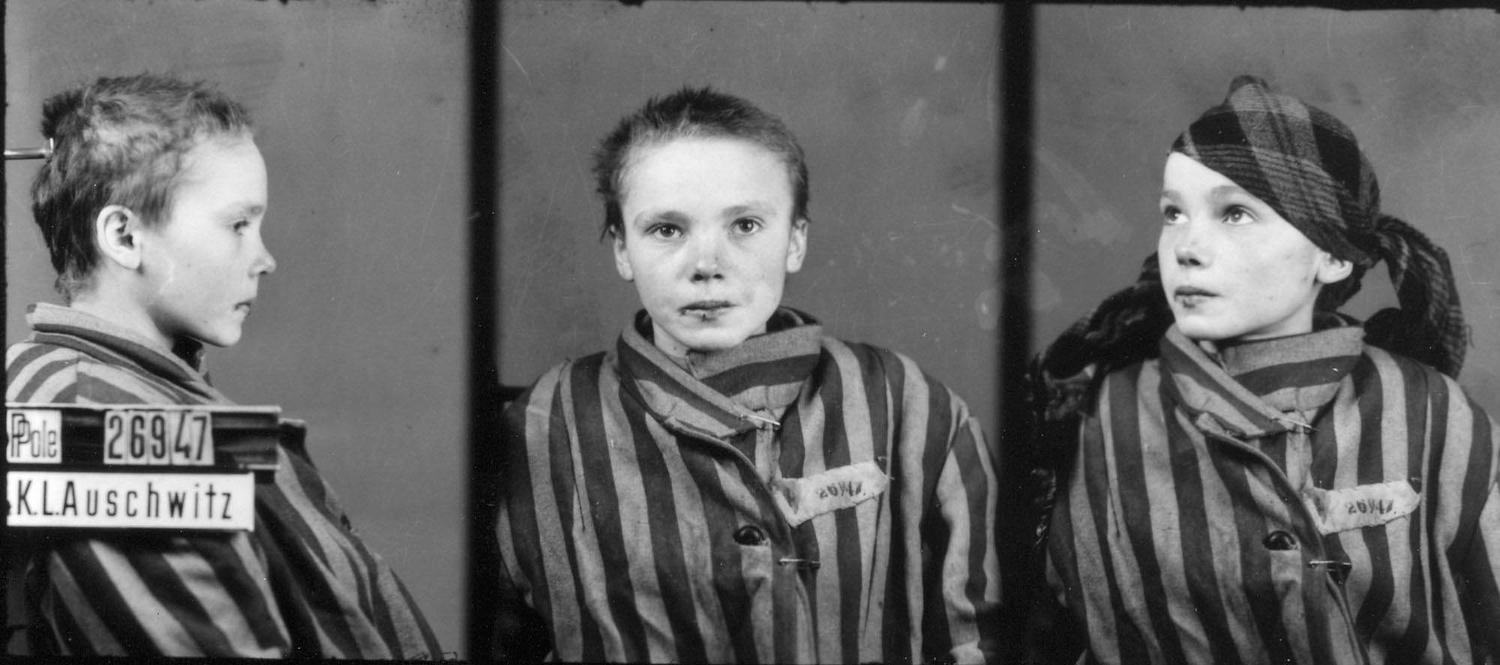
Zdjęcia obozowe Czesławy Kwoki, jedno z „dzieci Zamojszczyzny” zamordowanych zastrzykiem fenolu w KL Auschwitz, z podpisem Pole oraz numerem obozowym 26947

W połowie 1944 r. – według dokumentów Wehrmachtu – 750 tys. żołnierzy i 150 tys. policjantów, żandarmów i esesmanów zajmowało się bez powodzenia akcjami pacyfikacyjnymi i ochroną okupacyjnego aparatu władzy.

### Ruch oporu
Polityka okupacyjna i powszechny terror wymierzony w społeczeństwo, spowodowały szybkie powstanie zorganizowanego oporu. W miarę zaostrzania się działań represyjnych narastał ruch konspiracyjny, powodując powstanie Polskiego Państwa Podziemnego. Ruch oporu prowadził akcje sabotażowe, dywersyjne (zarówno bojową i konspiracyjną), partyzanckie oraz doraźne wystąpienia zbrojne w określonych celach wojskowych.

## Zakończenie okupacji niemieckiej
Na znajdujące się pod okupacją niemiecką ziemie polskie w związku z coraz to nowymi operacjami przeciw III Rzeszy, od lata 1944 roku stopniowo wkraczała Armia Czerwona. W międzyczasie walki z Niemcami i próbę opanowania ziem polskich podjęła Armia Krajowa w ramach Akcji „Burza”. Ziemie polskie zostały całkowicie opanowane przez Armię Czerwoną do maja 1945 roku. W czasach PRL wkroczenie Armii Czerwonej powszechnie określano jako tzw. „Wyzwolenie Polski”. Dziś używanie słowa wyzwolenie z uwagi na instalację systemu komunistycznego w Polsce po 1945 roku uchodzi za kontrowersyjne.

### Działania militarne
Najważniejszymi operacjami wojskowymi Armii Czerwonej w okresie 1944-1945 były:
- Operacja lwowsko-sandomierska

- Operacja dukielsko-preszowska

- Operacja wiślańsko-odrzańska

- Operacja górnośląska

- Operacja morawsko-ostrawska

- Operacja wschodniopruska (1945)

- Operacja pomorska

Ugrupowania Armii Czerwonej zajmujące terytorium Polski:
- 1 Front Ukraiński

- 4 Front Ukraiński

- 1 Front Białoruski

- 2 Front Białoruski

- 3 Front Białoruski

### Konsekwencje
Wkroczenie Armii Czerwonej spowodowało koniec 6-letniego okresu okupacji niemieckiej w Polsce. Opanowanie ziem polskich przez Sowietów umożliwiało im zainstalowanie Polskiego Komitetu Wyzwolenia Narodowego, a następnie Rządu Tymczasowego Rzeczypospolitej Polskiej na terenie Polski.